# 에바 바톡
에바 바톡(Eva Bartok, 1927년 6월 18일 ~ 1998년 8월 1일)은 헝가리, 영국의 배우이다.

## 영화
- 피와 검은 레이스 (1964년)
- 오퍼레이션 암스테르담 (1959년)
- 1만개의 침실들 (1957년)
- 스페이스웨이스 (1953년)
- 진홍의 해적 (1952년)